# Santa Lúcia nos Jogos Olímpicos de Verão de 2020
Santa Lúcia deverá competir nos Jogos Olímpicos de Verão de 2020 em Tóquio. Originalmente programados para ocorrerem de 24 de julho a 9 de agosto de 2020, os Jogos foram adiados para 23 de julho a 8 de agosto de 2021, por causa da pandemia COVID-19. Será a sétima participação olímpica consecutiva da nação nos Jogos Olímpicos de Verão. A nação busca a primeira medalha olímpica. O sexto lugar de Levern Spencer no salto em altura em 2016 é o melhor resultado da nação até hoje.
O planejamento da nação para os Jogos de 2020 começou logo após a conclusão dos Jogos Olímpicos de Verão de 2016, com o presidente do Comitê Olímpico de Santa Lúcia, Fortuna Belrose, observando que alguns atletas haviam expressado interesse e submeteu programas. As esperanças olímpicas de Santa Lúcia incluíam Spencer (que seria olímpica pela quarta vez), Jeanelle Scheper (atleta olímpica em 2016), Albert Reynolds, Sandisha Antoine, e Julien Alfred. A pandemia da COVID-19 afetou as preparações, os treinos e os esforços de qualificação; Belrose e o COSL se comprometeram a apoiar os atletas na qualificação para os Jogos adiados.

## Competidores
Abaixo está a lista do número de competidores nos Jogos.
| Esporte   | Masculino | Feminino | Total |
| --------- | --------- | -------- | ----- |
| Atletismo | 0         | 1        | 1     |
| Natação   | 1         | 1        | 2     |
| Vela      | 1         | 1        | 2     |
| Total     | 2         | 3        | 5     |

## Atletismo
Os seguintes atletas de Santa Lúcia conquistaram marcas de qualificação, pela marca direta ou pelo ranking mundial, nos seguintes eventos de pista e campo (até o máximo de três atletas em cada evento):
- Nota– As posições para os eventos de pista são em relação à bateria do atleta
- Q = Qualificado para a próxima fase
- q = Qualificado para a próxima fase como o perdedor mais rápido ou, em eventos de campo, pela posição sem atingir o alvo para qualificação
- NR = Recorde nacional
- N/A = Fase não aplicável para o evento
- Bye = Atleta não precisou disputar aquela fase

Eventos de campo
| Atleta         | Evento                   | Qualificação | Qualificação | Final     | Final   |
| Atleta         | Evento                   | Distância    | Posição      | Distância | Posição |
| -------------- | ------------------------ | ------------ | ------------ | --------- | ------- |
| Levern Spencer | Salto em altura feminino |              |              |           |         |

## Natação
Santa Lúcia recebeu um convite de Universalidade da FINA para enviar seus dois nadadores de melhor ranking (um por gênero) para o respectivo evento individual nas Olimpíadas, baseado no Sistema de Pontos da FINA de 28 de junho de 2021.
| Atleta              | Evento                | Eliminatória | Eliminatória | Semifinal | Semifinal | Final | Final   |
| Atleta              | Evento                | Tempo        | Posição      | Tempo     | Posição   | Tempo | Posição |
| ------------------- | --------------------- | ------------ | ------------ | --------- | --------- | ----- | ------- |
| Jean-Luc Zephir     | 100 m livre masculino |              |              |           |           |       |         |
| Mikaili Charlemagne | 50 m livre feminino   |              |              |           |           |       |         |

## Vela
Santa Lúcia recebeu convite da Comissão Tripartite para competir nas classes Laser e Laser Radial na competição olímpica de Vela.
| Atleta                  | Evento                | Regata | Regata | Regata | Regata | Regata | Regata | Regata | Regata | Regata | Regata | Regata | Pontos | Posição |
| Atleta                  | Evento                | 1      | 2      | 3      | 4      | 5      | 6      | 7      | 8      | 9      | 10     | M*     | Pontos | Posição |
| ----------------------- | --------------------- | ------ | ------ | ------ | ------ | ------ | ------ | ------ | ------ | ------ | ------ | ------ | ------ | ------- |
| Luc Chevrier            | Laser masculino       |        |        |        |        |        |        |        |        |        |        |        |        |         |
| Stephanie Devaux-Lovell | Laser Radial feminino |        |        |        |        |        |        |        |        |        |        |        |        |         |

M = Regata da medalha; EL = Eliminado – não avançou à regata da medalha